# Infinite (projet)
Infinite est un projet et une communauté de hackers et d’enthousiastes des technologies numériques, orientée vers la création et l’adaptation de solutions libres, indépendantes et éthiques. Le projet se donne pour objectif de promouvoir un usage de l’informatique respectueux des valeurs humaines et environnementales, en mettant l’accent sur la liberté, la fiabilité et l’ouverture. 
L’initiative se définit comme un mouvement de « hacking pour le bien » (hack for good) , cherchant à rendre la technologie plus sûre, plus saine et plus équitable. Infinite se positionne en opposition aux logiques strictement lucratives, privatrices ou fermées, et milite pour la démocratisation d’outils technologiques ouverts qui favorisent l’indépendance, la transparence et l’éthique.

### Historique
Infinite trouve ses origines dans le projet FZTOS, un système d’exploitation modulaire initié en 2019. Conçu pour les hackers et passionnés d’informatique, FZTOS reposait sur le gestionnaire de paquets Pacman et visait à permettre la création de systèmes Linux personnalisés et modulaires, adaptés à divers usages tels que les homelabs, les solutions de stockage ou encore les environnements de jeu. Le nom « FZT » provenait de FizzTeam, une communauté issue d’un précédent projet appelé CraftWorld, un serveur Minecraft lancé vers 2017–2018.
En 2020, FZTOS est renommé InfiniteOS afin de symboliser les possibilités infinies offertes par ce système modulaire. Le Infinite est alors adopté.

### Référence
1. ↑  (en) « Infinite », sur GitHub (consulté le 18 août 2025)
2. 1 2  (en) « Infinite - Ethical & Independent Technology », sur infinite.si (consulté le 18 août 2025)
3. ↑  (en) « Infinite », sur GitHub (consulté le 18 août 2025)
4. 1 2  (en) Vortex Team, « Vortex Creation Platform - Create and Innovate », sur vortex.infinite.si (consulté le 18 août 2025)